# Донє Луге
Донє Луге (чорн. Donje Luge, трансліт. Доње Луге, дос. «Долішні Луги») — містечко (поселення) в Чорногорії, підпорядковане общині Беране. Християнсько-мусульманське поселення з населенням 1 861 мешканців.

## Населення
Динаміка чисельності населення (станом на 2003 рік):
- 1948 → 295
- 1953 → 344
- 1961 → 638
- 1971 → 1 335
- 1981 → 1 978
- 1991 → 2 012
- 2003 → 1 861

Національний склад містечка (станом на 2003 рік):
Слід відмітити, що перепис населення проводився в часи міжетнічного протистояння на Балканах й тоді частина чорногорців солідаризувалася з сербами й відносила себе до спільної з ними національної групи (найменуючи себе югославами-сербами — притримуючись течії панславізму). Тому, в запланованому переписі на 2015 рік очікується суттєва кореляція цифр національного складу (в сторону збільшення кількості чорногорців) — оскільки тепер чіткіше проходитиме розмежування, міжнаціональне, в самій Чорногорії.